# Germano Valsecchi
Germano Valsecchi (Milano, 8 agosto 1948 – Milano, 28 novembre 2023) è stato un pugile italiano, Campione europeo dei pesi medi tra il 1976 e il 1977.

## Biografia

### Carriera da dilettante
Germano Valsecchi, da dilettante, combatte nei pesi welter. Nel 1968, a Cecina, è medaglia d'argento nel Campionato italiano sconfitto in finale dal futuro olimpionico Damiano Lassandro.

### Carriera da professionista
Esordisce tra i professionisti nel 1970 nei pesi superwelter e combatterà nella sua città natale, Milano, ben 42 dei 49 match da professionista, pur senza abbandonare il posto di impiegato all'Azienda Tramviaria Milanese.
Nei primi due anni e mezzo da professionista combatte 16 volte, vincendo sempre e per ben 13 volte prima del limite. I suoi concittadini lo acclamano come un novello Benvenuti.
Subisce la prima sconfitta a Milano il 9 novembre 1972, per KO alla quinta ripresa dai guantoni del portoricano Luis Vinales, già “vittima” di Carlo Duran ma con una vittoria sul temibilissimo Bennie Briscoe.
Tra il gennaio 1973 e l'aprile 1975 inanella un'altra serie di 17 incontri tutti vinti, battendo, tra gli altri, Floyd Patterson jr (figlio del più famoso pugile omonimo, campione del Mondo dei pesi massimi e avversario di Sonny Liston e Muhammad Ali) per knock-out tecnico (KOT) alla terza ripresa. Si prende anche la rivincita su Luis Vinales, ai punti, il 17 gennaio 1975.
Il prosieguo del 1975 segna una battuta d'arresto nella carriera di Valsecchi. I cinque match nei quali incrocia i guantoni, infatti, pur combattuti tutti a Milano, segnano un pari e quattro sconfitte. Dolorosa soprattutto quella subita dall'ex rivale all'epoca dei dilettanti,  Damiano Lassandro, per knock-out tecnico alla settima ripresa.
Valsecchi sale di categoria e passa ai pesi medi. Ben presto sorge la rivalità con l'imbattuto campione italiano Angelo Jacopucci. Questi il 4 giugno 1976, a Milano, batte ai punti il britannico Bunny Sterling e conquista la cintura europea dei pesi medi. Una settimana più tardi, dopo tre combattimenti vittoriosi, Valsecchi batte per KOT alla sesta ripresa l'ex campione di Francia dei superwelter Jean-Claude Warusfel, già avversario di Vito Antuofermo.
La sfida tra i due rivali, con in palio la cintura europea, è allestita a Milano il 1º ottobre 1976 al Palasport di San Siro. Il campione in carica, confidando nella sua boxe sparagnina e attendista, sottovaluta il milanese che, con caparbietà si aggiudica le prime otto riprese. La reazione del laziale è tardiva e giunge quando ormai le energie sono al lumicino. Valsecchi vince ai punti e strappa al rivale il titolo europeo, di fronte a 10.000 suoi tifosi.
Dopo nemmeno cinquanta giorni, Valsecchi mette in palio la cintura europea a Randers, in Danimarca, contro il temibile pugile locale Poul Knudsen, fresco vincitore sull'ex campione europeo Elio Calcabrini. L'incontro dura solo sette riprese, quante bastano al campione in carica per mandare l'avversario al tappeto per il conteggio totale e ad indurlo poi ad abbandonare la boxe.
La seconda difesa è allestita nuovamente al Palasport milanese il 4 febbraio 1977. Stavolta l'avversario è il “picchiatore” britannico Alan Minter. Se il campione in carica può vantare 25 vittorie prima del limite su 40, lo sfidante ne conta 16 su 26. I pronostici, quindi, non vedono una conclusione ai punti, anche se il britannico sembra favorito. Minter, infatti, mette KO l'italiano alla quinta ripresa e gli strappa la cintura continentale.
Valsecchi combatte ancora due volte, sempre nella sua Milano. Il 21 settembre 1977, contro Roberto Benacquista, l'incontro finisce sul no contest. Il 26 dicembre successivo conclude la sua carriera battendo per KO tecnico al terzo round il pugile cremonese Trento Facciocchi.

### Dopo il ritiro
Dopo il ritiro Germano Valsecchi trova lavoro come bancario presso la Cassa di Risparmio di Parma e Piacenza nella sede di Parma che raggiunge tutte le mattine da semplice pendolare.